# Grevbäcks landskommun
Grevbäcks landskommun var en tidigare kommun i Skaraborgs län. 

## Administrativ historik
Kommunen inrättades i Grevbäcks socken i Kåkinds härad i Västergötland när 1862 års kommunalförordningar trädde i kraft den 1 januari 1863. 
Vid kommunreformen 1952 uppgick området i Hjo stad som 1971 ombildades till Hjo kommun. 

## Politik

### Mandatfördelning i Grevbäcks landskommun 1938-1946
| 7 | 3 | 1 | 4 |

| 15 |

| 9 | 6 |

| 15 |

| 2 | 7 | 6 |

| 15 |